# نجف آباد (مقاطعة فيروزآباد)
نجف‌آباد (بالفارسية: نجف‌آباد) هي قرية تقع في قسم أحمد آباد الريفي في إيران. يقدر عدد سكانها بـ 317 نسمة .